# Жорж де Латур
Жорж де Лату́р (фр. Georges de La Tour, 13 березня 1593, Вік-сюр-Сей, Лотарингія — 30 січня 1652, Люневіль) — французький живописець з Лотарингії. Зазнав упливу Караваджо та майстрів нідерландського (Утрехтського) караваджизму.

## Біографія
Жорж де Латур народився 13 березня 1593 року в багатодітній родині простого булочника в
Лотарингії, в містечку Вік-сюр-Сей поблизу Нансі. Дитинство його пройшло в ремісничому середовищі. 1620 року (деякі джерела вказують на 1621 рік) одружився з Діаною ле Нерф, яка походила зі шляхетної родини. Після весілля художник за рішенням герцога Лотаринзького переїхав до Люневіля, де при герцогському дворі здавна працювали майстри з різних країн. Архівні матеріали розповідають про активну комерційну діяльність Латура. Латур також став свідком жорстоких і трагічних подій у Лотарингії, яка перетворилася на арену запеклих боїв під час Тридцятирічної війни. 1636 року Люневіль був знищений пожежею. Ймовірно, що згоріло також багато творів митця, створених до пожежі. Потім він разом з сім'єю переїхав до Нансі. А в 1639 році, судячи з історичних документів, відвідав Париж, де отримав офіційний титул «ординарного живописця короля». Існує легенда, яка розповідає, що одного дня Жорж де Латур підніс Людовику XIII свою картину «Святий Себастьєн». І королю настільки сподобалось це полотно, що він наказав прибрати зі своїх покоїв всі інші полотна. 1644 року Жорж де Латур був призначений офіційним художником Люневіля, а в 1646 році — головним живописцем короля. Жорж де Латур помер 30 січня 1652 року в Люневілі. І після смерті його творчість була надовго забутою, аж до XX століття. В 1934–1935 роках відбулася виставка в Парижі «Живописці реальності у Франції XVII століття», на якій було представлено дванадцять картин Латура. Так європейська громадськість наново познайомилася з творчістю майстра. Виставка активізувала науковий і дослідницький інтерес до художника. Однак і сьогодні залишається багато питань навколо хронології творів Латура. Також не завжди до кінця зрозумілі й біографічні відомості про нього.

## Творчість
Саме місто Нансі, поблизу якого жив і працював живописець Жорж де Латур, на початку XVII
століття було основним центром розвитку живопису у Франції. У творчості художника можна виділити два важливі напрямки: жанрові сцени і картини на релігійні сюжети. Картини Латура на побутові та релігійні теми небагатослівні, прості за композиціями, часом суворі, як і тогочасна реальність. Декотрі риси Середньовіччя, притаманні місцевості і культурі Лотарингії тих часів, відобразилися у мистецтві Латура. Вплив караваджизму він, ймовірно, сприйняв через фламандських караваджистів.

### Жанрові сцени
Жанрові сцени Латура — мальовничі варіанти майже однієї і тієї ж теми: молодий, багато одягнений чоловік стає жертвою мандрівих ворожок або карткових шулерів. У XVII столітті цей сюжет вперше з'явився в творчості італійського художника Мікеланджело да Караваджо, а пізніше знайшов відгук у більшості митців Західної Європі. Жанрові сцени («Шулер» (близько 1635 року), «Ловля бліх» (1620-ті роки)) вважають ранніми творами Латура. Жорж де Латур також неодноразово зображував у своїх картинах селян, ремісників, жебраків. Трактуючи сюжет в побутовому плані як сцени з життя простих людей, художник висловлював в своїх творах власні роздуми про життя. Риси національної традиції проступають в тяжінні майстра до класичної ясності малюнка. Драматичні за змістом сцени зазвичай даються при контрастному нічному освітленні. Найважливішим емоційним початком в картинах Жоржа де Латура, витриманих переважно в кіноварно-коричневій кольоровій гамі, стає рівне сяйво свічки або смолоскипа, яке розсіює густий морок. Це не тільки підкреслює енергійну пластику форм, чистоту силуетів, але народжує відчуття загадковості, що таїться в реальному житті. Емоційність творів художника посилюється колоритом, побудованим на зіставленні близьких один одному локальних кольорів, пурпурово-червоних і лілових. Люди в картинах Латура зберігають цілісність характерів і моральну силу. Загалом його герої дуже стримані, прості і суворі, часто відчужені від жорстокої реальності, вони точно занурені в самоспоглядання, замкнені у внутрішньому світі потаємних переживань.

#### Картярський шахрай з бубновим тузом

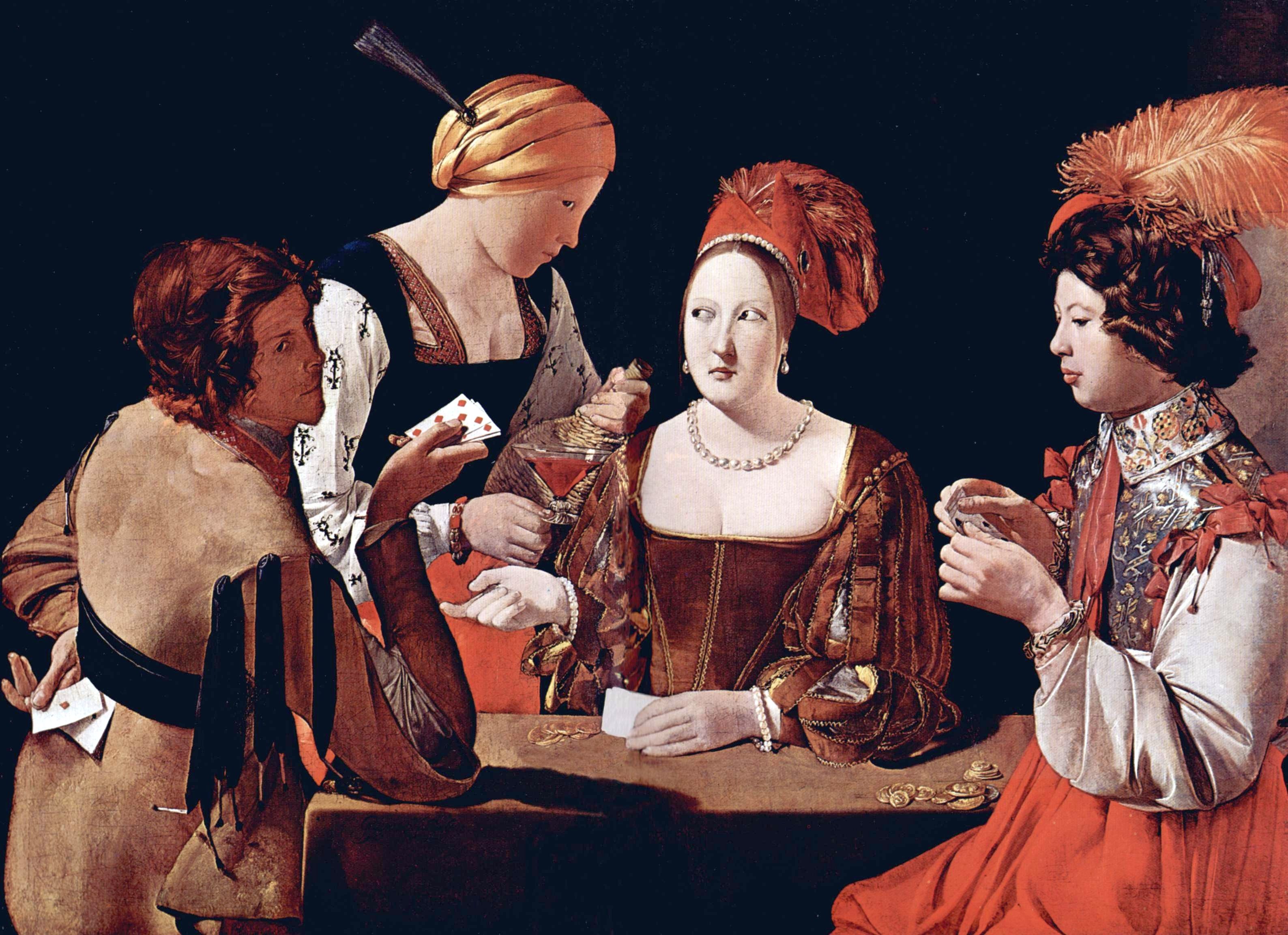
Картина «Картярський шахрай з бубновим тузом»

Картина «Картярський шахрай з бубновим тузом» належить до денних сцен Латура, які прийнято відмежовувати від численніших нічних сцен. У цій картині Латур використовував художній прийом Караваджо — протиставлення темного простору і потоку яскравого світла. Фігури героїв, деталі їх одягу і скупий інтер'єр виписані ретельно і трохи сухувато. Сюжет побудований на мовчазній грі поглядів персонажів, внутрішньому діалозі, що надає містики і таємничості самій події, відчуття наближеної небезпеки і трагедії. Хитрі погляди карткових гравців натякають на те, що ніхто з них не відрізняється чесністю, вони наполегливо готують пограбування довірливого молодика. Шулер тримає за спиною дві карти. Яскраве світло, відкидає глибокі тіні, робить ще теплішими кольори одягу персонажів картини. Фон, занурений у повну темряву, посилює за контрастом світлі ділянки полотна. У картині «Шулер» кожен образ відображений з разючою точністю: наївний причепурений юнак, підступна куртизанка, служниця (що мовчазно підігруе шахраям) і самовпевнений шулер, який волею художника долучає глядача до своєї шахрайської авантюри. Головне тут — не стільки вираз облич гравців, скільки окремі погляди і жести і передчуття злочину. Наприклад, косий насторожений холодний погляд куртизанки з її набіленим, що нагадує маску, плоским обличчям визначає напружений емоційний настрій картини. Хоча картина належить до епохи бароко, фігури зображені з геометричною простотою — наприклад, зображення овалу обличчя жінки сходить до художників раннього італійського Відродження, таким як П'єро делла Франческа. У картині чимало деталей з прихованою символікою. Наприклад, шнурівка, що розпустилася, в одязі шулера, пір'я на капелюхах — символи розбещеного життя, великі перли на шиї жінки — середньовічний символ подружньої зради. У юнака, якого обманює шулер, шнурівка затягнута, але пишні пір'я на капелюсі вказують на його схильність до марнославства і розбещеності в майбутньому.

### Релігійні сюжети
Картини релігійної тематики належать до зрілого періоду творчості Латура. Його картини на релігійні теми дуже різні за змістом. Майстер звертався як до текстів Старого і Нового Заповітів, так і до апокрифів. В апокрифічній літературі художника цікавили насамперед епізоди дитинства Богоматері і Христа. Такі картини на перший погляд прості і невигадливі: хлопчик-Христос тримає свічку над Йосипом, що схилився до роботи («Святий Йосип-тесля»); юна Марія стоїть зі свічкою перед Своєю матір'ю Ганною, яка читає їй книгу («Виховання Богоматері»). Релігійні композиції Латура відмічені узагальненістю форм, шляхетною стриманістю емоцій і проникливим настроєм («Новонароджений», близько 1630 року). Геометричний початок, тяжіння до округлої довгастої форми чітко виявляються у найскладніших картинах Латура — «Скорботна свята Магдалина» і особливо «Святий Йосип-тесля». У цьому ряду до більш ранньої творчості, мабуть можна віднести «Поклоніння пастухів» (з усіх луврських робіт вона найближча до найзнаменитішої і найкрасивішої картини Латура «Новонароджений», що знаходиться в художньому музеї міста Ренн)..

#### Новонароджений

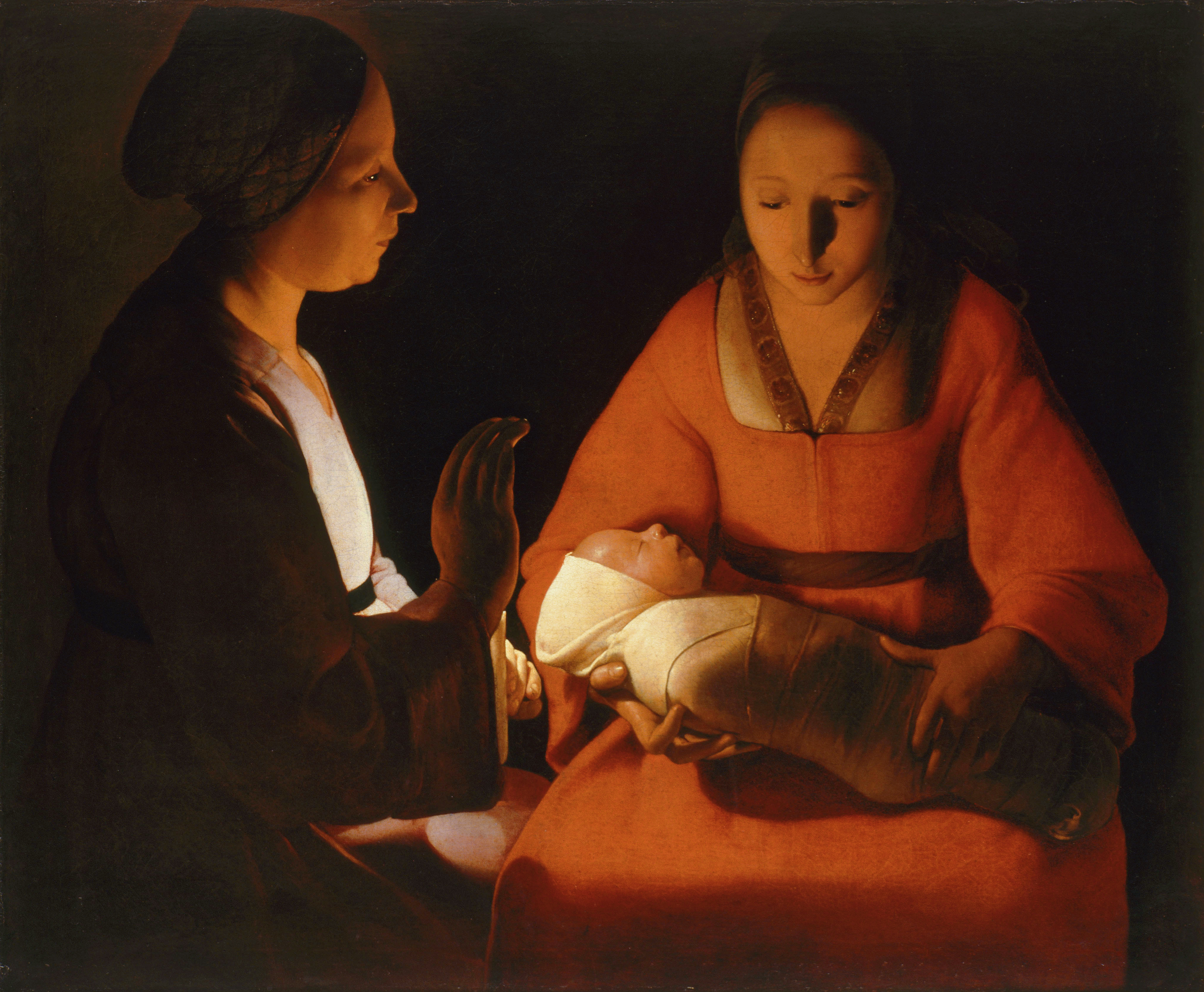
Картина «Новонароджений»

У картині «Новонароджений» (Ренн, Художній музей), що є одним з найбільш ліричних творів майстра, зображена молода мати, яка заколисує немовля. Інша жінка благоговійно дивиться на новонародженого. Урочиста тиша ночі, в яку занурені обидві жінки, справляє враження особливої значущості того, що відбувається. Чарівність матері виражена найтонших відтінках тихої радості і смутку, материнської ніжності, любові і заклопотаності. Чистота червоного кольору її одягу створює атмосферу теплоти. Світло здається ллється зсередини і різко контрастує з майже чорним фоном. Це надає образам Латура незвичайність, посилює у них зосередженість на внутрішніх переживаннях.

#### Святий Себастьєн
Вершина творчості Латура — картина «Святий Себастьєн, оплакуваний Святою Іриною» (Берлін, Державний музей). В мовчанні глибокої ночі, освітленій яскравим полум'ям смолоскипа, над тілом пронизаного стрілою Себастьєна поникли скорботні фігури жінок, які прийшли для обмивання ран і його оплакують. Художник передає не тільки загальне відчуття, а й відтінки цього почуття в кожній з фігур: застиглість, скорботне здивування, гіркий плач, милосердне співчуття. Художник ніде не допускає перебільшення, і тим сильніше вплив його образів, в яких жести і самі силуети фігур знаходять емоційну виразність. Дуже красномовними є жести жінок: одна розвела руки в сторони, інша схрестила сухі пальці в теплій молитві. Погляди жінок і основні композиційні лінії спрямовані до тіла Себастьєна. У його наготі є героїчний символізм, що ріднить цей образ з творіннями майстрів французького класицизму. Суворий драматизм теми переданий міццю пластичних форм, скупістю жестів, наростаючою експресією світла. Сувора побудова композиції пронизана величавим ритмом та філософською глибиною змісту.

## Музеї, в яких зберігаються картини Латура
| Країна          | Назва музею |
| --------------- | --- |
| Франція         | - Лувр - Музей витончених мистецтв (Нант) - Музей Шарля Фрірі (Musée Charles Friry) - Музей Тулуз-Лотрека - Музей витончених мистецтв (Діжон) (Musée des beaux-arts de Dijon) - Відомчий музей стародавнього і сучасного мистецтва (Musée départemental d'art ancien et contemporain (Épinal)) - Музей витончених мистецтв (Гренобль) (Musée de Grenoble) - Палац герцогів Лотарингії (Palais des Ducs de Lorraine) - Реннський музей образотворчого мистецтва (Musée des beaux-arts de Rennes) - Відомчий музей Жоржа де Ла Тура (Musée départemental Georges-de-La-Tour) |
| США             | - Музей мистецтва (Лос-Анджелес) (Los Angeles County Museum of Art) - Центр Гетті (Getty Center) - Музей мистецтва Метрополітен - Колекція Фріка (The Frick Collection) - Національна галерея мистецтв - Художній музей Кімбел (Kimbell Art Museum) |
| Японія          | Національний музей західного мистецтва (Токіо) |
| Німеччнина      | Берлінська картинна галерея |
| Канада          | Музей витончених мистецтв (Онтаріо) |
| Велика Британія | Музей Престон-Холла |
| Швеція          | Національний музей Швеції |
| Іспанія         | Музей Прадо |
| Україна         | Львівська національна галерея мистецтв |